# Julien Sorel
Julien Sorel es un personaje de ficción y protagonista de la novela Rojo y negro del escritor francés Stendhal, publicada en 1830. Es un joven inteligente, atractivo y ambicioso que asciende rápidamente en la escala social. 
En las primeras versiones, la obra iba a llevar por título únicamente el nombre de su protagonista. 

## Características
Nació en Verrières, una pequeña ciudad inventada situada en el Doubs, aunque estas indicaciones geográficas no tienen voluntad de realismo. Hijo de carpintero, despreciado por su padre y sus hermanos a causa de su debilidad física y su amor por los libros, Julien Sorel admira a Napoleón. El sacerdote del pueblo, Chélan, le enseña latín, lo cual le permite convertirse en maestro de los hijos del alcalde de Verrières, Monsieur de Rênal. 
Comienza así su ascenso social, dejando atrás su condición de proletario pero enfrentándose a las clases dominantes provincianas durante la Restauración. Ejerce de criado, como Rousseau en las Confesiones, y comienza a ascender hacia un estatus más elevado, el de clérigo, con el sueño de poder alcanzar el poder social vistiendo el uniforme militar de color rojo o la túnica negra del clero.  
Este personaje de novela de aprendizaje también se forma en otros ámbitos, especialmente el de la seducción. Julien rechaza los ofrecimientos de la criada y decide conquistar a la dulce y frágil Madame de Rênal, a modo de desafío social. Su brío romántico llevará a buen puerto esta conquista, sin que Stendhal deje claro los sentimientos de Julien por Madame de Rênal, mientras que el amor de esta última por el joven se deja entrever de manera más clara. No obstante, la escena, al principio de la novela, en la que Julien se impone el objetivo de estrechar la mano de Madame de Rênal, muestra muy claramente la psicología del joven. La escena de cortejo se describe, mediante la ironía propia de Stendhal, como una escena de combate. Julien, que admira enormemente a Napoleón, opina que ninguna decisión se justifica sin la idea del combate o la pelea. Su orgullo se explica por el ideal guerrero que aquí podemos apreciar: toda la novela se sostiene por esta elección inicial. 
Obligado por la moral social, abandona Verrières y deja a Madame de Rênal hundida, aunque él no experimenta tristeza por este hecho. Se detiene en el seminario de Besançon y descubre los conflictos de poder en el seno del clero, antes de encaminarse hacia París, donde le espera una carrera prometedora en calidad de secretario del marqués de La Mole. Su inteligencia y su memoria prodigiosa le llevan a conocer el éxito, tanto en los salones de la aristocracia parisina como en misiones diplomáticas en el extranjero. Pero con el tiempo va naciendo una relación amorosa problemática con la hija del marqués, Mathilde de La Mole, muy enamorada de Julien. Para Julien, esta última es deseable porque otros la desean. El estatus social de Mathilde es lo que empuja al joven a mantener esta relación. Sin embargo, Mathilde se queda embarazada: para evitar la deshonra, el marqués ofrece a Julien una importante suma de dinero y lo nombra Julien Sorel de La Vernaye, por lo que pasa a formar parte de la nobleza. Pero Julien comete un terrible error cuando intenta asesinar a Madame de Rênal en la iglesia de Verrières, ya que el sacerdote de esta le había empujado a denunciar la inmoralidad del joven al marqués de La Mole. En su visita a la cárcel, Madame de Rênal no esconde el amor que siente por Julien, pero él parece únicamente interesado en denunciar la justicia de clases que se le ha aplicado, y, sorprendentemente, actúa como un revolucionario al que se le condena por su valentía frente a la sociedad, y no por su tentativa de asesinato. Se niega a pedir el indulto y muere, muy digno, en el cadalso. Hasta el último momento, considera su muerte como consecuencia directa de su lucha, como si manejara su vida hasta el final. Mathilde conservará su cabeza como objeto de culto “romántico” y Madame de Rênal muere tres días más tarde.